# 金正男
金 正男（キム・ジョンナム、朝:  김정남、1971年〈主体60年〉5月10日 - 2017年〈主体106年〉2月13日）は、朝鮮民主主義人民共和国（北朝鮮）の元政治家。同国第2代最高指導者・金正日労働党総書記の長男かつ第3代最高指導者・金正恩労働党総書記の異母兄。

## 経歴

### 出生
1971年5月10日、北朝鮮の初代最高指導者・金日成の長男である金正日を父、映画女優の成蕙琳を母に平壌市で生まれる。しかし両者が付き合い始めた時、成蕙琳は既に結婚しており子供もいたため長年にわたり内縁関係にあったとされ、正日は父の日成に成蕙琳とその子のことが漏れないように努めていた。当時、正日は継母の金聖愛と対立しており、この時に詳細が明るみに出ていれば正日は日成の後継者としての地位を失っていたかもしれないといわれている。そのため正男は平壌中心部の大邸宅に隔離されて育ち、母方の祖母と母方のおば（成恵琅）と共に暮らした。
一方、正日の妹の金敬姫は常に正男の味方であり続け、正男を自らの息子として育てようと試みたこともあった。後に日成も娘の金敬姫・張成沢夫妻のとりなしを受けて初孫である正男の存在を認め、党活動に専念する正日に代わって可愛がるようになったとされ、1994年に訪朝したジミー・カーター元アメリカ合衆国大統領にも「自分が一番愛する孫」と紹介していた。対照的に、正日と後妻の高英姫の間に新たに生まれた金正恩や金正哲を孫として認めなかったとされ、金敬姫・張成沢夫妻によって面会もできなかったとされる。異母兄弟の正恩らは平壌から離れた元山市で生活しており、誕生日を祖父・日成から直接祝福された正男は謂わば「皇太子」の地位を確定したと当局からみなされていたとされる。正男の誕生日は豪勢に祝われ、毎年の誕生日プレゼントに100万米ドル（日本円で1億円相当）が費やされたとされる。

### 留学
1979年からの10年間、北朝鮮の外で生活していた。12歳から14歳まではソビエト連邦の首都モスクワで生活していたという。1981年からスイスのベルンにあるインターナショナル・スクールに留学した後、1980年代後半にジュネーブ大学に入学したという。この際にコンピュータに触れて関心を持ったとされる。1995年からは中国の首都北京でも暮らし始め、上海の経済発展ぶりを見て北朝鮮の改革開放を志すようになる。
1980年代後半に帰国した頃にはフランス語と英語を流暢に操るようになっていた。またロシア語や中国語（広東語）もある程度話せたようである。日本語については、日本人記者の「日本語は分かりますか?」という朝鮮語の質問に、日本語で「分かりません」と答えている。
1980年代後半に正男は帰国したが、1970年代後半から父の正日は高英姫と交際を始めており、高英姫は自らの子供たちを後継者にしようと画策していると使用人の間で噂されていたという。

### 職務と生活
1988年に17歳でコンピュータ委員会委員長に就任して北朝鮮のIT政策の最高責任者となり、朝鮮コンピューターセンター（KCC）を設立させ、北朝鮮サイバー軍を育成する金策工業総合大学や金日成総合大学などでプログラミングを直接監督して、軍の地下光ファイバーケーブルなど北朝鮮のITインフラの整備に関わったとされる。
しかし、帰国後の正男は世間から隔絶された平壌や元山での暮らしに不満を覚え、政治経済体制にも疑問を抱いていたとされ、正日から政治犯として炭鉱で働かせると警告を受けたといわれている。また1990年代前半には国営工場の工場監査に参加したが、罪をかけられた工場経営者たちが処刑される姿を見て国の政治体制に幻滅するようになったといわれている。
1995年には朝鮮人民軍の大将となり、1996年に新設された秘密警察の朝鮮人民軍保衛司令部の責任者になったとされる。
この頃の正男の役割は数十億ドル相当ともいわれる金一族の秘密口座の管理だったといわれている。投資家で死の商人という実業家の一面も持ち、スカッドやSA-16などの武器を輸出して得た元手で株式や不動産に投資して、マカオ・スイス・香港・日本・シンガポール・イギリスなどの銀行にある保衛司令部の資金を管理し、朝鮮労働党39号室の責任者でもあったという。1990年代から毎晩平壌高麗ホテルにメルセデス・ベンツで乗り付けて豪遊していたとされ、一晩で10万米ドルを浪費することもあったという証言もある。
2000年6月の正日と金大中大統領の南北首脳会談の前に現代グループが行ったとされる5億ドルや4億ドルとも言われる巨額の対北送金は経由地のマカオで秘密資金を管理していた金正男の手にも渡ったとされる。
2001年1月に正日が訪中した際の上海市のIT技術視察にも同行し、正日は江沢民中国共産党総書記との会談で摩天楼が並び立つ上海の経済発展を「上海は天地開闢した。改革開放が中華人民共和国の経済発展に重要な役割をしたことが十分に証明された」と絶賛して改革開放に意欲を見せた。この時、正男は江沢民の長男である江綿恒と会談して太子党と親交を結んだとされる。しかし、正男によれば正日の改革開放への警戒心は変わらなかったとされる。

### 逮捕と父の死
2001年5月、偽造旅券で日本に入国しようとして逮捕された（後述）。正日の逆鱗に触れ出国禁止を言い渡されたが命令を無視して再度海外生活を始め国外追放となり、2011年12月の正日死去時にも北朝鮮に戻らず、正恩からも帰国を禁止された。この事件によって正男は後継者争いに敗れたとする説がある。しかし、マイケル・マッデンによると正男が後継者になったことはなく、自分の息子が正日の後継者になるよう運動していた高英姫がこの事件を利用したため正恩金正男がライバル関係のように大げさに伝えられるようになったとしている。
2007年1月30日に在香港の複数の情報筋が、正男と思われる男が、中華人民共和国の特別行政区であるマカオ入りしたことを明らかにした。アメリカ合衆国の北朝鮮に対する金融制裁により、マカオの金融機関「バンコ・デルタ・アジア（BDA）」にあった約2400万ドルに上る北朝鮮関連口座が凍結されており、中朝関係筋は、北京で同日始まった金融制裁問題に関する米朝専門家会合に関連して、正男がマカオ入りした可能性を指摘している。なお、エレベーター内の取材で「日本の拉致問題」の事を話すとノーコメントだった。同年8月27日に大韓民国の「朝鮮日報」は、正男が2007年6月帰国し、以前正日が所属していた朝鮮労働党組織指導部に所属していると報道した。なお、同時に日本や韓国のメディアで、「金正男とその家族がマカオ市内に住居を構え長期間滞在し、マンダリン・オリエンタルホテルなどでヨーロッパの高級ブランド品などのショッピングを楽しんでいる」と報道された。
2011年当時はマカオに滞在して活動していたとされる。正日の長男という立場でありながら、後継者問題（後述）を巡り、北朝鮮の政治体制を揺るがしかねない批判、あるいは意見を広く西側に向けて発信していたことから、軍部を中心に北朝鮮側にとって疎まれる存在であるとみられた。2011年時点では父親である正日への接触はもちろん、公式非公式問わず北朝鮮への入国や北朝鮮指導部とも接触が報道されたことはない。同年12月17日の正日の死去においても、テレビで初めて知らされたことが伝えられている。しかし正男は直後に「金哲（キム・チョル）」という名義のパスポートを使い、平壌直行便のある北京経由ルートを避けて本国に帰国、正日の霊前との対面を果たし、後継指導者である正恩を含む家族とともに別れを告げたとみられる。数日後にはマカオに戻った。なお、公式な葬儀への参列は確認されていない。
その後、ロシアメディアなどが、正男の妻や子供は中華人民共和国の支援により、マカオ市内の高級マンションに住み、正男本人は北朝鮮支援によるホテル住まいであることなどが伝えられていたが、北朝鮮本国で金正恩体制が確立された2012年に入り、ホテルの1万5000ドルの宿泊代を払えずに退去し、これは北朝鮮側からの送金停止によるものではないかと伝えられた。さらに、4月22日に、朝鮮労働党書記の金永日が北京市で戴秉国と会談した中で、マカオに住む正男の身柄引き渡しを要求し、中華人民共和国側が拒否したと伝えられた。これは朝鮮半島で有事が起きた際に、かつて北京に亡命したカンボジア元国王のノロドム・シハヌークを保護した理由と同様に正男を擁立して北朝鮮に傀儡政権を樹立する手段（羈縻政策）を保持するためと言われている。韓国メディアは正男が中華人民共和国の太子党と強い繋がりを有していることから庇護を受けていると報じた。
張成沢・金敬姫夫妻が正男に送金を続けていたが、2013年12月の張成沢処刑後は送金が途絶えた。正男は北京やマカオに家庭を4つ持っており、高級アパートに家族を住まわせカジノ遊びに興じるなど豪勢な暮らしをしてきたため、生活に苦労することになったと指摘されている。住居代は中国の特務機関、賭博や女性との交遊費用は北朝鮮が賄ってきたとされているが、マカオのホテル滞在費15000ドル（約118万円）をクレジットカードで払おうとした際、口座に残高が無かったため、居室から退去させられたという。

### 暗殺

#### 暗殺実行
2017年2月13日午前9時頃（日本時間同10時）、「キム・チョル（Kim Chol）1970年6月10日平壌生まれ」という北朝鮮国籍のパスポートを持つ男性が、クアラルンプール国際空港でマカオへの出国手続きのためにエアアジアの自動チェックイン機を操作している最中に、ベトナム人とインドネシア人の女性2人が突然襲いかかり、逃げ去った。襲われた男性は直後に体調不良に陥り、空港内の医務室から近くのプトラジャヤの病院への搬送中に急死した。翌日、マレーシア政府が正男の死亡を発表し、複数の韓国メディアも「キム・チョル」名義の偽造パスポートを所有した正男が女2人に殺害され、実行犯がタクシーで逃走したことを報じた。
マレーシアの華字紙「東方日報」によると、逮捕されたベトナム国籍の女が「1人がハンカチで顔を押さえ、もう1人が顔にスプレーを吹きかけた」と供述していたという。マレーシア政府が死体の指紋照会を14日に行い、韓国側が以前採取した正男の指紋と遺体の指紋を照合すると「同一」と判定され、「死亡した人物は金正男氏」と断定した。
一方の北朝鮮当局は2月23日、朝鮮法律家委員会名義で「わが共和国公民」の死因は「ショック状態」であるとの談話を発表した。その上で「誰それによる」、暗殺説は「（「南朝鮮」大統領の）朴槿恵逆徒」の陰謀と発表した。また、死者は外交パスポートを所持しており、治外法権の対象であるから、マレーシア側が遺体解剖を行うことは「わが共和国の自主権に対する露骨な侵害、人権に対する乱暴な蹂躙」と外交特権を主張した。しかし北朝鮮は「共和国公民」が何者かについては、一切触れなかった。マレーシア警察は2月24日、冷凍保存していた正男の遺体を解剖し、「殺害に使用されたのは致死性があるVXガス」と断定した。

#### 遺体引き渡し
2017年3月30日、朝鮮中央通信にて北朝鮮とマレーシアの間で遺体の引渡しや出国禁止の解除、ビザなし渡航制度の再導入への協議開始などを行うとの共同声明が出されたと伝えられた。翌日、陸慷中華人民共和国外交部報道局長により、遺体が北朝鮮に到着したことが発表された。また同日、北朝鮮籍の被疑者が中国国際航空で帰国し、北朝鮮で事実上の人質となっていた9名のマレーシア人も母国に戻った。

#### 暗殺犯と司法手続
事件後、実行犯であるベトナム国籍とインドネシア国籍の2人の女と、マレーシア在住の北朝鮮国籍の男がマレーシア警察に逮捕された。3人のうちマレーシア在住の北朝鮮籍の男は証拠不十分として2017年3月2日に釈放された後、有効な渡航書類を所持していなかったため国外退去処分となった。
ベトナム国籍とインドネシア国籍の2人の女は殺人罪で起訴されたが、両被告の弁護団によると、2人は北朝鮮工作員に騙されて事件前の数日間、複数の空港やホテル、ショッピングモールでテレビ番組の企画としていたずらにより報酬を得ており、クアラルンプール国際空港での行為も同様のいたずらと思い込んで実行に及んだと主張している。両被告のうちインドネシア国籍の女性被告については2019年3月11日に起訴が取り下げられて釈放された。
起訴が取り下げられた理由について公式発表は無いが、証拠不十分だったのではないかと報じられている。一方のベトナム国籍の女性被告についても、検察当局は訴因を殺人罪から「危険な武器などを使った傷害罪」に変更した。このベトナム国籍の女性被告は起訴内容を認め、2019年3月にマレーシアの高等裁判所は禁錮3年4月を言い渡し、同年5月3日に刑期を終えてベトナムに帰国した（刑期には判決の言い渡しまでの勾留期間が算入されたほか短縮された）。
北朝鮮当局は事件への関与を一切否定している。一方、マレーシア当局は事件当日にマレーシアを出国した北朝鮮国籍の男4人が事件に関与したと反論している。2人の女性に指示や訓練を行うなど、事件の中心的役割を果たしたのは、毒殺専門たる朝鮮人民軍偵察総局19課と見られている。
これら北朝鮮籍容疑者4名に関しては、事件後、搭乗したと見られる高麗航空JS272便が、ジャカルタ・ドバイ・モスクワ・ウラジオストクを経て、北朝鮮に入国すると思った韓国情報当局が、ロシア連邦政府に抑留要請したが、ロシア政府は受容せず出国を容認している。
マレーシア当局は4人を国際刑事警察機構を通じて国際手配しているが、北朝鮮高官の話によれば、4人は帰国後情報漏洩を防ぐため直ちに金正恩の命令で抹殺されたという。

#### 暗殺原因
正男は異母弟の正恩の指示で北朝鮮の政府機関により暗殺されたと広く信じられている。
暗殺直前に、アメリカ情報機関の関係者と接触して、アメリカ合衆国連邦政府から資金援助も受けていたという報道もされており、マレーシア警察の捜査関係者も正男は暗殺の4日前に米国人と接触していたことを裁判で証言している。事件後に金正男の長男の金漢率を保護した組織とされる千里馬民間防衛（チョルリマみんかんぼうえい、朝: 천리마 민방위/千里馬民防衛〈チョルリマ・ミンバンウィ〉、英: Cheollima Civil Defense）は「金正男の家族の人道的避難を支援した米国政府、中国政府、オランダ政府、匿名の政府に感謝する」と発表している。暗殺の理由は脱北者の亡命政府構想と関係を持ったこととする見方もされている。2017年11月20日にドナルド・トランプ米大統領は理由に金正男殺害の事件を示唆して北朝鮮をテロ支援国家に再指定し、2018年3月6日にはアメリカ政府は金正男の事件についてVXガスによる北朝鮮の暗殺と結論して追加制裁を発表した。
韓国の情報機関である国家情報院は、金正恩は5年前から正男の殺害を計画しており、暗殺の理由は金正恩の「偏執的な性格による」とした。また、中国は太子党とパイプを持つ正男を北朝鮮の最高指導者に担ぐ狙いがあったと分析した。
暗殺から1周年となる2018年2月13日、NHKが中国の政府関係者から取材で得た情報として、張成沢の処刑とその後の正男の暗殺の原因は、元中国共産党政治局常務委員の周永康が、張成沢が正男を後継にしようとしているという情報を正恩に密告したことにあると報じた。これによると、2012年8月に北京で張と胡錦涛中国共産党総書記の会談が行われたが、この際、周永康が部下を使った盗聴により、張成沢が胡錦涛に正男を後継者に就けようと思っていると発言したことを掴んだ。2013年初頭に周永康がこの情報を正恩に密告したことで正恩の逆鱗に触れ、その後の張成沢の処刑と正男の暗殺につながったという。その後、周永康は国家機密漏洩罪と汚職で無期懲役の判決を受けたが、機密漏洩は本件の事であったとされる。密告した理由については、周永康はこの時汚職容疑で捜査を受けており、正恩が後継者指名を得た2010年に正日・正恩親子と肩を並べた唯一の外国人という緊密ぶりを内外に示していた北朝鮮とのパイプを利用することで中国指導部の動きをけん制しようとしたのではないかと推測されている。一方、中華人民共和国外交部はこの報道を「でたらめ」と記者会見で否定した。
同時期、NNNがマレーシア警察の捜査関係者と捜査資料から得た情報として、暗殺直前の正男はマレーシアのランカウイ島でCIA関係者と接触していたと報じた。また、日本円で1300万円相当の米ドルの授受もあったとされる。
また、2018年2月14日付の朝日新聞は正男はマスコミを避けるためにシンガポールの代わりにマレーシアに滞在するようになってアメリカ情報機関の関係者と半年に1度は会っており、暗殺前の2017年1月26日にマカオで会った友人の話として正男が「米国のカジノ関係者」なるトランプ米大統領の密使と接触していたことを認めていたと報じた。
2019年6月10日付のウォール・ストリート・ジャーナルは正男は中国の情報機関とも連絡をとっていたCIAの情報提供者だったと報じ、翌11日付の同紙は韓国や日本の情報当局者とも連絡をとっていたと報じた。

#### 北朝鮮の外交関係への影響

##### 対マレーシア関係
事件後にマレーシア当局による事件捜査を北朝鮮が批判したことや、使用されたVXガスを運搬したと思われる在マレーシア北朝鮮大使館二等書記官への面会要請拒否などを受け、マレーシア政府は、駐北朝鮮マレーシア特命全権大使の召喚、北朝鮮人のビザなし渡航制度の廃止や、康哲駐マレーシア北朝鮮特命全権大使に対するペルソナ・ノン・グラータ指定といった対抗措置をとった。
一方、北朝鮮はこの間、暗殺そのものを否定し、死亡したのが金正男であることも否定し続けている。3月1日、朝鮮中央通信は「共和国公民」は「キム・チョル氏」であると報じた上で、暗殺説は「米国と南朝鮮当局」による「反共和国謀略」と主張した。
北朝鮮外務次官の李吉聖と中国外相の王毅等との北京での会談や、2月28日からクアラルンプールに派遣されていた前北朝鮮次席国連大使・李東一国際機構局長からの金正男の遺体引き渡し、及び北朝鮮籍容疑者の釈放要請のあと3月3日に当該容疑者は「証拠不十分」として釈放された。就労許可証が期限切れしていてマレーシアが国外追放処分を下した同容疑者は、北京の北朝鮮大使館で会見し「証拠捏造などがあった」とマレーシア政府を批判した。
2017年10月、マレーシア政府は金正男暗殺事件で自国の大使館員の安全を保証できない事態が起きたことを理由に、平壌のマレーシア大使館閉鎖と、北朝鮮との外交業務を北京のマレーシア大使館で執行する方針を決定した。

##### 対ベトナム関係
事件の実行役が、ベトナム国籍の女性だったことに、ベトナム政府は強く反発し、北朝鮮に対する経済支援や、ベトナム共産党と朝鮮労働党との党間交流を縮小したとされ、2018年12月に、北朝鮮がベトナム政府に非公式に謝罪したと報道された。

## 後継者問題
朝鮮の儒教では、世襲するのは嫡男であることや、金日成と金正日は何れも家族構成で長男だった経緯から、後継者候補であるとされてきたが、略奪愛である成蕙琳との結婚も公には認められていなかったため、正男は白頭山血統の直系とはいえ事実上の庶長子であり、その存在を正日はひた隠していた。1989年から正日の専属料理人であった藤本健二は「将軍（正日）や軍大将、党幹部らが集まる宴席で彼の姿を見たことはないし、噂話として語られたことは一度も無い」とし、一方「金正哲や金正恩の話は将軍からよく聞きましたし、遊び相手でもありました。きっと彼は長男の存在を隠し通したかったのではないでしょうか」とコメントした。張成沢が正日に正男を後継者に推薦した際、正日は「混乱を招く」と拒否したという。
2007年2月25日に、日本や韓国のメディアで正男が後継者問題について「関心が無く、させられてもやらない」と知人に述べていることが報道された。ニュースでも「色々な所に行って、後継者になったりするのか」、「後継者とは考えられない」という発言があった。
また、正日にロシア語を教えた金賢植（キム・ヒョンシク）によると、「正男は出生当時、出生が極秘にされたことから、後継者になるのは難しい」との見解を示した。ところが、次男の正哲の後見役だった軍部の強硬派である李済剛が失脚し、正男を推す正日の義弟の張成沢が権力を掌握、正男が後継者になる可能性が高まったとの報道もある。その後、2008年9月には正日の重病説が流れたこともあり、一部では後継者問題に再び火がついたという見方をされていた。
2009年6月5日に、西側諸国のメディアで「金正男が滞在先のマカオから中華人民共和国（もしくはアメリカか韓国）に亡命する見込みが強まっている」との報道がなされた三男の正恩を後継とする体制づくりが急ピッチで進んでいたとされる。だが、6月9日にマカオでテレビ朝日の「報道ステーション」の単独インタビューに応じ、「後継には興味はない。個人的にこの問題に興味がない。政治には興味がない。後継者については報道で知り、事実だと思う。父が正恩を寵愛している。いかなる決断も父がする。父が決断すれば従わなければならない」と語った。なお、この頃から正恩による正男暗殺が企てられたことがあり、正日が正男の暗殺阻止のため、中国政府に正男の身辺擁護を依頼したとも報じられている。
正男は「正恩が後継者となるのに反対していた」とされている。反対した主な理由は、天安沈没事件と2009年に行われたデノミ施策が正恩指揮の下で行われたためと報じられた。
2010年9月、正恩への権力世襲について、韓国の民主平和統一諮問会議の李首席副委員長は、正男と親密な関係者から、「正男が『バトンタッチするのは嫌だ。（北朝鮮は）滅びるのに。長続きすると思うか』と述べた」と聞いた。
2010年10月9日、テレビ朝日のインタビューに対し、「1つの家族が3代続いて権力を世襲することに、個人的には反対だ」と述べた上で、正恩が後継者に決定したことについては「ある内部的な事情」が背景にあるとして、「決定には従うべきだろう。（中略）わたしの父（金総書記）が決定したことだと思う。だが、わたしには関係のないことだし、関心もない」と語った。なお、正恩に対しては、北朝鮮人民の生活向上に最善を尽くすことを要望し、必要であれば支援する用意があると述べた。
後述する日本への密入国が、正日の怒りを買って後継レースから脱落したという見方もされている。またこの後継者問題が正男の暗殺につながったという見方もある（前述）。

## 各国への渡航

### 日本への密入国
観光などを目的にドミニカ共和国の偽造パスポートを使い、1990年代から日本に何度か不法入国していた。本人も日本には5回から6回は訪れたとして秋葉原や赤坂などを挙げており、来日時には東京ディズニーランドや赤坂の韓国人クラブ、吉原の高級ソープランドを出入りして、秋葉原の電気街に複数回訪れては大量に購入したコンピュータの部品を北朝鮮に輸入したとも伝えられている。韓国メディアの東亜日報によれば住吉会系の暴力団や朝鮮総連の関係者から麻薬、偽造パスポートと偽札、焼肉店やパチンコ店の経営、売春、貸金業など合法・非合法活動で稼いだ資金の一部が東京で正男に渡されていたとされる。また武器密輸の代金回収が不法来日の目的ではないかとも報じられた。
2001年（平成13年）5月1日に、「金正男と見られる男性」が新東京国際空港で東京入国管理局成田空港支局に拘束されるという事件が発生した。男は妻子を連れており、ドミニカ共和国の偽造パスポートを使用して、中国語名の『胖熊』という偽名で日本入国を図ったところを、入管難民法違反で拘束・収容され、その際に背中に虎の刺青が施されていることが判明。
5月3日に、身柄拘束の事実が報道によって明らかとなったが、外交問題に発展することを恐れたことと、当時北朝鮮にいた日本人観光客の人命を保護するため、日本国政府の政治判断により国外退去処分（事実上の超法規的措置）とされ、翌日に、2階席を貸し切り状態にされた全日本空輸のボーイング747-400型機での北京首都国際空港に向けて出国させた。
この際、北京市に移送される際の映像が、世界中のテレビ局で何度もテレビ放映された。この男について、日本及び北朝鮮政府いずれからも、金本人かどうかの正式な発表はないが、韓国政府筋は「金正男本人」であるとした。この男は、「東京ディズニーランドに行きたかった」と語った。
実際、2009年（平成21年）1月24日に北京首都国際空港に現れた金本人が、日本のマスメディアにインタビューを受けた際のやり取りにおいて、2001年に日本に不法入国しようとした理由につき、「日本に興味があったので旅行に行ったが、現在は簡単に行けない。日本はとても清潔で美しい。また、経済的にも非常に発展している国だと思う。」と答え、日本へ入国した過去があることと、2001年5月に新東京国際空港で拘束された「金正男とみられる男性」が、本人であることを事実上認めている。

### フランスへの渡航
2002年12月に、ディズニーランド・パリを訪れるためにフランス政府に入国を申請したが拒否された、とフランス紙に報じられた。

### 中華人民共和国への渡航
2004年9月25日には、北京国際空港に現れ、居合わせた報道陣の問いに金正男本人だと認めた。渡航理由は不明だが、付き人もなく一人で北京市内のホテルに滞在したという。また同年12月3日、本人と思われる人物が複数の日本の新聞社に年末年始の挨拶の電子メールを送った事が報じられた。これが実際に本人からのものであるならば、先述の9月の北京国際空港での取材時に、渡された名刺に書かれたメールアドレスを見て送ったのだろうと推測されている。
このメール騒動について、北朝鮮問題に詳しい恵谷治は偽者説を、コリアレポートの辺真一は本物か周辺によるメール送信説を述べた。評論家の河信基は「後継者から外され、焦っている」と語った。

## 系譜
| 金正男 | 父: 金正日 | 祖父: 金日成 | 曽祖父: 金亨稷 |
| 金正男 | 父: 金正日 | 祖父: 金日成 | 曽祖母: 康盤石 |
| 金正男 | 父: 金正日 | 祖母: 金正淑 | 曽祖父: -      |
| 金正男 | 父: 金正日 | 祖母: 金正淑 | 曽祖母: -      |
| 金正男 | 母: 成蕙琳 | 祖父: 成有慶 | 曽祖父: -      |
| 金正男 | 母: 成蕙琳 | 祖父: 成有慶 | 曽祖母: -      |
| 金正男 | 母: 成蕙琳 | 祖母: -      | 曽祖父: -      |
| 金正男 | 母: 成蕙琳 | 祖母: -      | 曽祖母: -      |

## その他
- 2010年の中央日報によると、金正男はその数年前に金正恩によって暗殺されそうになったとする記事がある[114]。
- 2011年9月、正男の長男である金漢率がボスニア・ヘルツェゴビナのモスタルにあるインターナショナル・スクールに入学し[115]、Facebookに顔写真が公開されていると報道された[116]。
- 2011年10月、Facebookのアカウントを取得したと報道された[117]。
- 2012年1月20日、五味洋治『父・金正日と私：金正男独占告白』が文藝春秋から出版された。2004年に名刺を交換した東京新聞の五味洋治編集委員との150通にわたる電子メールのやりとりと、7時間のロングインタビューによって構成されている。この中で金正男は、北朝鮮の三世代世襲制を批判し、また金正日も生前これを否定したことを語っている。この本の出版時期について金正男は、金正日の喪が明けたあとに考えたいとしていたが、五味によって半ば強行されている。
- お腹に中国の名著である水浒传の登場人物である 阮小五の中国タトゥー、背中に竜の中国タトゥーを入れていた。
- 日本のインターネット上では「正男」という漢字表記を日本語読みして俗に「まさお」と呼ばれていた。このこととの関連は定かでないが、金正男本人も日本メディアの記者に宛てて「Masao」と署名した電子メールを送っていたことが死後報じられている。